# Siloca monae
Siloca monae là một loài nhện trong họ Salticidae.
Loài này thuộc chi Siloca. Siloca monae được Alexander Petrunkevitch miêu tả năm 1930.